# Cugand
Cugand è un comune delegato del comune di Cugand-la-Bernardière, situato nel dipartimento della Vandea nella regione dei Paesi della Loira. In precedenza comune autonomo, il 1º gennaio 2025 è confluito insieme all'ex comune di La Bernardière nel nuovo comune di Cugand-la-Bernardière.

## Società

### Evoluzione demografica
Abitanti censiti